# Bruno Staffelbach
Bruno Staffelbach (* 13. Juli 1957 in Luzern) ist ein Schweizer Wirtschaftswissenschaftler und von 2016 bis zum 31. Juli 2024 Rektor der Universität Luzern. Neben seiner wissenschaftlichen Laufbahn war er Brigadier der Schweizer Armee und seit 2010 ist er Mitglied des Internationalen Komitees vom Roten Kreuz (IKRK). Bruno Staffelbach ist verheiratet mit Claire Rüegg Staffelbach.

## Ausbildung
Bruno Staffelbach studierte Wirtschaftswissenschaften an der Universität Zürich, an der er drei Jahre später mit einer von der Ernst-Jost-Stiftung ausgezeichneten Dissertation in Betriebswirtschaftslehre promovierte und 1991 mit einer Schrift zu Management-Ethik habilitiert wurde. 1991/1992 verbrachte er Forschungsaufenthalte an der New York University (Stern School of Business), Northwestern University (Kellogg Graduate School of Management) und der Harvard Business School.

## Berufliche Tätigkeiten
Zwischen 1981 und 1991 wirkte er als Wissenschaftlicher Mitarbeiter am Institut für betriebswirtschaftliche Forschung sowie als Lehrbeauftragter für Betriebswirtschaftslehre an der Universität Zürich. Daneben war er Dozent für Marketing und Leiter des Nachdiplomstudiums in Unternehmensführung an der heutigen Hochschule Luzern – Wirtschaft und Lehrbeauftragter für Marketing an der Universität Freiburg i. Üe. 1991 erfolgte ein Ruf auf eine Professur für Organisation und Personal an der Universität Freiburg i. Üe.
Von 1992 bis 2016 war er an der Universität Zürich ordentlicher Professor für Betriebswirtschaftslehre und Inhaber des Lehrstuhls für Human Resource Management. Dabei übte er verschiedene zusätzliche Funktionen aus. So war er von 1992 bis 2001 Direktor der Management Weiterbildung und von 2001 bis 2005 sowie ab 2015 Präsident des Executive MBA Programms der Universität Zürich, und 2003/2004 war er Direktor des Institutes für betriebswirtschaftliche Forschung und 2009/2010 Direktor des Institutes für Strategie und Unternehmensökonomik. Zudem war er mehrere Jahre Mitglied der Ethikkommission und der Weiterbildungskommission der Universität Zürich.
2016 wurde er zum ordentlichen Professor für Betriebswirtschaftslehre an der im gleichen Jahr gegründeten Wirtschaftswissenschaftlichen Fakultät der Universität Luzern berufen und zum Rektor der Universität Luzern gewählt. An der Universität Luzern gründete er 2016 das Center für Human Resource Management (CEHRM).

## Forschungsschwerpunkte
Die Forschungsschwerpunkte von Bruno Staffelbach liegen in den Bereichen des Human Resource Managements und der Management-Ethik aus ökonomischer, psychologischer und praktischer Sicht. Die Forschungsprojekte erstrecken sich insbesondere auf Fragen zu Karriere und Arbeitsmarkt, zu Führung und Motivation und zu Personal- und Unternehmenspolitik. Daneben publizierte er zu Marketing und zu militärökonomischen und wirtschaftshistorischen Fragen.

## Militärisches Engagement
Parallel zur Wissenschaft absolvierte Bruno Staffelbach eine militärische Karriere. Ursprünglich war er Kanonier in der Artillerie, wurde dann zum Artillerieoffizier ausgebildet und nach vier Jahren zum Kommandanten einer Panzerhaubitzen-Batterie ernannt. Nach seiner Ausbildung zum Generalstabsoffizier übte er nacheinander verschiedene Funktionen aus: als Hauptmann im Generalstab Generalstabsoffizier Operationen im Stab einer Felddivision, als Major im Generalstab Kommandant einer Panzerhaubitzen-Abteilung, als Oberstleutnant im Generalstab Unterstabschef Logistik im Stab einer Felddivision und als Oberst im Generalstab Kommandant eines Artillerie-Regimentes. 2003 ernannte ihn der Bundesrat zum Kommandanten einer Infanteriebrigade und beförderte ihn zum Brigadier. 2004 bis 2008 kommandierte er die Infanteriebrigade 4 der Schweizer Armee. 2008 war er zudem Kommandant der 1. Multinationalen Brigade in VIKING 08, einer Stabsrahmenübung zu einer friedensunterstützenden Operation auf der Basis eines UNO-Mandates und unter NATO-Kommando.

## Mandate
Bruno Staffelbach übt verschiedene Herausgebertätigkeiten aus, z. B. ist er Mitherausgeber des Schweizer Human-Relations-Barometer und Mitglied des Editorial Boards der Zeitschrift für Personalforschung und des Journal of Organizational Effectiveness: People and Performance. Darüber hinaus ist er Gutachter für verschiedene Zeitschriften und Institutionen. 1983 bis 1996 war er Redaktor der schweizerischen Zeitschrift für betriebswirtschaftliche Praxis und Forschung «Die Unternehmung».
Zudem ist er Mitglied verschiedener Beiräte und wissenschaftlicher Vereinigungen, u. a. des European Institute for Advanced Studies in Management (EIASM), des Instituts für Führung und Personalmanagement der Universität St. Gallen und der Zürcher Gesellschaft für Personalmanagement. Er ist Partner und repräsentiert die Schweiz im Cranfield Network on Comparative Human Resource Management (CRANET) und er ist Partner für HR-Governance des International Center for Corporate Governance St. Gallen. Bruno Staffelbach ist u. a. Mitglied der Academy of Management, der American Psychological Association, der American Economic Association, des Vereins für Socialpolitik und des Verbandes der Hochschullehrer für Betriebswirtschaft.
Bruno Staffelbach übte eine intensive Experten-, Berater-, Referats- und Ausbildertätigkeit für Unternehmen und Behörden im In- und Ausland aus und war Mitglied des Verwaltungsrates von zwei an der Börse kotierten Firmen. 2010 wurde er zum Mitglied des Internationalen Komitees vom Roten Kreuz kooptiert und 2011 in dessen Vorstand gewählt.